# Atayalische talen
De Atayalische taalfamilie is een onderdeel van de Austronesische talen die wordt gevormd door de talen Atayal (84 330 sprekers) en Taroko (4750 sprekers). Beide talen worden alleen in Taiwan gesproken. Er zijn 6 dialecten bekend, maar er bestaan er zeker 37.

## Classificatie
- Austronesische talen (1268)
  - Atayalische talen (2)

## Talen
- Atayal
- Taroko

## Evolutie van het aantal sprekers
- 1993: 91 000
- 2002: 89 080

Het aantal sprekers daalt langzaam, dit komt door de snelle stijging van het aantal Atayal-sprekers en de sterk dalende trend dat het aantal sprekers van het Taroko meemaakt.

## Verspreiding van de sprekers
- Taiwan: 89 090; In de top tien van meest gesproken talen in Taiwan staat het Atayal op nummer 7, volgens de totalen van het aantal sprekers op nummer 6.